# آیدا (کنتاکی)
آیدا (به انگلیسی: Ida) یک منطقهٔ مسکونی در ایالات متحده آمریکا است که در شهرستان کلینتون، کنتاکی واقع شده‌است. آیدا ۲۸۱٫۰۳ متر بالاتر از سطح دریا واقع شده‌است.